# Mary Antoinette Rivero
Mary Antoinette "Toni" Rivero (26 februari 1988) is een Filipijns taekwondoka.
Rivero behaalde op de Zuidoost-Aziatische Spelen in 2005 in eigen land een gouden medaille in de categorie lichtgewicht (59-63kg). Twee jaar later veroverde ze op datzelfde evenment in Hanoi de zilveren medaille in de categorie -67kg na verlies in de finale van de Thaise Cassandra Haller.
Op de Aziatische Spelen van 2006 won Rivero een zilveren medaille nadat ze in de finale verloor van Hwang Kyung-seonging met 6-1.

## Olympische Spelen 2004
Rivero deed in 2004 als 16-jarige mee aan de Olympische Zomerspelen 2004 in Athene. Haar resultaten daar waren goed. In de kwartfinale versloeg ze de Nederlandse Charmie Sobers op punten met 10-4. In de halve finale verloor ze echter nipt van de Griekse Elisavet Mystakidou met 3-2. De strijd voor de bronzen medaille tegen de Zuid-Koreaanse Hwang Kyung-seonging vervolgens ook verloren.

## Olympische Spelen 2008
Rivero plaatste zich voor de Olympische Zomerspelen 2008 in Peking door een derde plaats op het olympische kwalificatietoernooi in Ho Chi Minh City. Rivero is een van de Filipijnse deelnemers aan de Spelen van 2008 die in eigen land een goede kans worden toegedicht om een medaille te behalen. Rivero bereidde zich samen met Tshomlee Go voor op de Olympische Spelen door een drie maanden durende trainingsstage in Zuid-Korea, waar ze onder andere deelnam aan oefeningen samen met Zuid-Koreaanse mariniers.